# Ний (мифология)
Ний (также Ный, Ныя или Ниа, пол. Nyja, Nija, Nya) — предположительный славянский мужской хтонический бог независимо упоминавшийся как в трудах двух польских исследователей, историка Яна Длугоша (где отождествлён с Плутоном) и языковеда Якуба Паршковица, так и в постановлениях польских синодов XIV-XV веков; в поэме Хераскова «Владимир Возрождённый» (1785) персонаж по имени Ний упоминается в числе языческих богов, пытающихся отвлечь князя Владимира от христианства.

## В польских источниках
В книге «История Польши» Я. Длугоша (3-я четверть XV века) перечисляются несколько теофорных имён, сопровождаемых соответствиями из римской мифологии. В качестве одного из божеств (наряду с такими как Yesza — Юпитер, Lyada — Марс, Dzydzilelya — Венера, Dzewana — Диана, Marzyana — Церера) выступает Nya, отождествляемое с Плутоном.

Плутона они именовали Ниа, считая его богом преисподней и хранителем и стражем душ, после того как те покидают тела. Они просили его вывести их после смерти в лучшие места преисподней и построили ему первое святилище в городе Гнезно, к которому стекались люди со всех мест.
По мнению авторов издания «Мифы народов мира», несмотря на большое количество неточностей и вымысла у Длугоша, здесь может быть отражена польская дохристианская действительность. В частности, с именем Ния этимологически перекликается русское слово «Навь» («загробная жизнь»), которое возвращает к образу Плутона как «повелителя загробного мира» в мифологии.
Соотнесение языческого божества по имени Ныя с Плутоном подтверждает польский автор XVI века Матей Стрыйковский в «Хронике польской, литовской, жмудской и всей Руси» (1582):

Бога ада Плутона, которого звали Ниа (Nia), почитали вечер[ним богом] и заранее просили у него после смерти лучшего места в пекле и дождей или усмирения непогоды.

## В русской литературе
Отдельные строки посвящены языческому божеству Нию в эпической поэме Хераскова 1785 года под названием «Владимир Возрождённый»:
...Зрю огненного Ния:

В нем ада судию быть чаяла Россия,

Он пламенный держал в руках на грешных бич.

Имел он свой внутри земли престол

И окружен кипящим морем зол,

Ночных ужасных привидений насылатель.
Описывая во второй песне поэмы «Владимир Возрождённый» славянский языческий пантеон, Херасков включает в него следующих богов: Перун, Чернобог, Ний, Хорс, Семиргл, Купало, Знич, Услад, Лада, Полель, Посвист, Волос, Дажбо. Этот список значительно шире приведенного в «Повести временных лет», которая называет следующих языческих богов: Перун, Хорс, Дажбог, Стрибог, Семаргл, Мокошь. Волос, бог скота, упоминается в таком историческом источнике как текст договора с греками от 907 года. 
Имена остальных добавленных богов — собственно Ния, а также Леля, Полеля, Погвизда (Похвиста) — Херасков мог найти в сочинениях средневековых польских писателей. Помимо Яна Длугоша эти имена в своих сочинениях упоминают и его последователи, такие как Меховский и Кромер.
М.В. Ломоносов в «Древней российской истории» также называет имена этих добавленных богов (за исключением Ния), приводя их античные аналоги.
Херасков вслед за Ломоносовым неоднократно проводит параллели между античным и древнерусским язычеством. Древнерусские капища он заменяет храмами, деревянные кумиры – каменными изваяниями, культовые обряды описывает по античному образцу.

## Другие возможные отражения в литературе и фольклоре
Согласно предположению Д.М. Молдавского, на основе образа властителя преисподней Ния из польской мифологии, попавшего в украинский фольклор (либо смешавшегося с местными образами хтонических существ с огромными веками и ресницами), Гоголь мог изобрести имя Вий (через фонетическое смешение с украинскими словами  укр. вія — ресница и укр. повіка — веко).

## См.также
- Вий (мифология)
- Балор
- Касьянов день